# William Dumas
Pour les articles homonymes, voir Dumas.
William Dumas, né le 23 janvier 1942 à Nîmes, est un homme politique français.
Membre du Parti socialiste, il est député de la cinquième circonscription du Gard de 2004 à 2017.

## Biographie

### Famille
Né dans une famille de viticulteurs, il est le fils de Léopold Dumas, conseiller général pendant treize ans. Son cousin Gérard est lui-même le père de Françoise Dumas.
William Dumas est père de deux enfants.

### Carrière professionnelle
En 1965, il entre au Crédit agricole du Gard en tant que guichetier puis devient directeur d'agence et en fin de carrière cadre chargé de l'audit des agences.

### Carrière politique
Il s'engage au Parti socialiste en 1970.
Lors des élections cantonales de 1992, il est élu conseiller général du canton de Saint-Mamert-du-Gard, réélu depuis. En 1994, il devient vice-président du conseil général, délégué aux finances. Lors des municipales de 2001, il est élu maire de sa commune de Fons et devient président du groupe socialiste et apparentés du conseil général.
Suppléant du député Damien Alary depuis les législatives de 1997, il lui succède en 2004 lorsqu'il est élu vice-président de la région Languedoc-Roussillon et qu'il décide de démissionner de son mandat parlementaire.
Candidat à sa réélection lors des législatives de 2007, il arrive en seconde position au premier tour derrière Christophe Ruas. Il dira plus tard avoir eu, alors, « un petit coup de blues ». Finalement reconduit à l'Assemblée nationale avec 51,39 % des suffrages face à Christophe Ruas, il déclare que ses priorités sont « l'emploi et l'aménagement du territoire » et affirme « se battre pour les gens », même s'il « [a] pu les froisser. » Il a comme suppléante, pour la législature, Anne-Marie Vendeville, présidente d'une association d'insertion et conseillère prud'homale.
Lors des élections de 2012, il est réélu député en obtenant 61,43 % des voix face à la candidate du FN, Sybil Vergnes. Sa suppléante est Nelly Frontanau, conseillère régionale.

#### Gestion du pont du Gard
William Dumas est par ailleurs à l'origine de la création de l'établissement public de coopération culturelle du pont du Gard, qu'il préside à partir de 2003. Cette structure gère l'édifice romain le plus visité de France et emploie 76 personnes. En juin 2015, sa réélection à la présidence de l'ÉPCI comme candidat du conseil régional suscite la polémique. Son mandat prend définitivement fin après l'élection régionale de 2015.

## Mandats
- 20 juin 2004 - 20 juin 2017 : député  de la cinquième circonscription du Gard, suite de la démission de Damien Alary
- 30 mars 1992 - 29 mars 2015 : conseiller général du Gard (canton de Saint-Mamert-du-Gard)
  - 23 mars 1998 - 16 mars 2008 : vice-président du conseil général
  - 23 mars 2008 - 27 mars 2011 : premier vice-président du conseil général
- 18 mars 2001 - 16 mars 2008 : maire de Fons